# Eugen Nosko

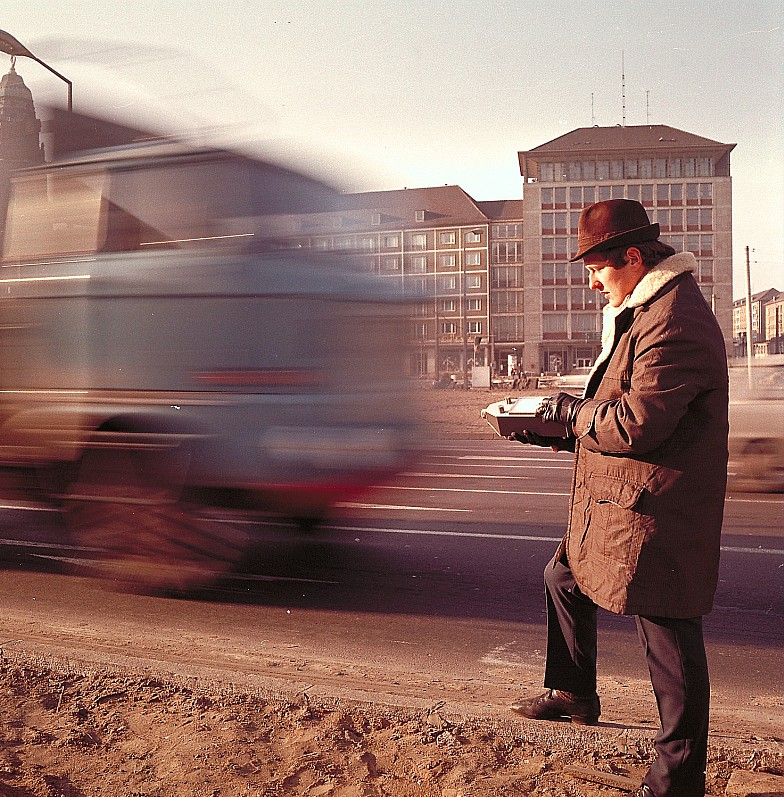
Eugen Nosko: Měření hluku z dopravy na náměstí Pirnaischer Platz v Drážďanech, 1972

 Eugen Nosko (* 15. října 1938 Turčiansky Svätý Martin, Československo) je německý fotograf a novinář.

## Život a dílo
Narodil se ve slovenském Svatém Martinu (dnes Martin), kde vyrůstal ve dvojjazyčném prostředí. V roce 1946 musela rodina Československo po přijetí Benešových dekretů opustit a usadila se v meklenburském městě Teterow. Vyučil se opravářem rádií v Radebergu, této činnosti se ale nevěnoval.
Od roku 1961 až 1963 absolvoval stáž v redakci drážďanského deníku Die Union. Současně studoval korespondenční kurz na škole žurnalistiky v Lipsku, kterou absolvoval jako novinář. Od roku 1964 pracoval na volné noze, zpočátku především pro centrální tiskové orgány Východního Německa. Působil jako textař, fotograf a fotoreportér. Znalosti v této oblasti získal jako samouk. V roce 1967 se soustředil na průmyslovou fotografii, kterých pořídil obrovské množství. V roce 1985 se přestěhoval do Spolkové republiky Německo, kde ve své práci nezávislého fotografa pokračoval. Po skončení své fotografické práce v roce 2000 se přestěhoval zpět do Drážďan.

## Dílo
Základním tématem jeho prací byli lidé a technologie v průmyslovém prostředí NDR. Jeho série fotografií se věnují převážně tématům hornictví, metalurgie, strojírenství, stavebnictví a doprava. Kromě toho je autorem také velkého počtu městských scenérií. V roce 1998 obsahovalo oddělení Deutsche Fotothek ze SLUB Dresden přibližně 11 000 jeho středoformátových fotografií průmyslu. V roce 2008 získal Fotothek asi 26 000 záběrů východoněmeckého průmyslu, měst ve východním Německu, kabaretů a varieté. Asi 3000 snímků s tématem průmyslové fotografie ve Spolkové republice Německo z let 1986 až 1995 jsou v portfoliu Deutsche Fotothek od roku 2008.
Stovky jeho snímků spadají do kategorie public domain a jsou k dispozici na úložišti obrázků Wikimedia Commons.

## Galerie

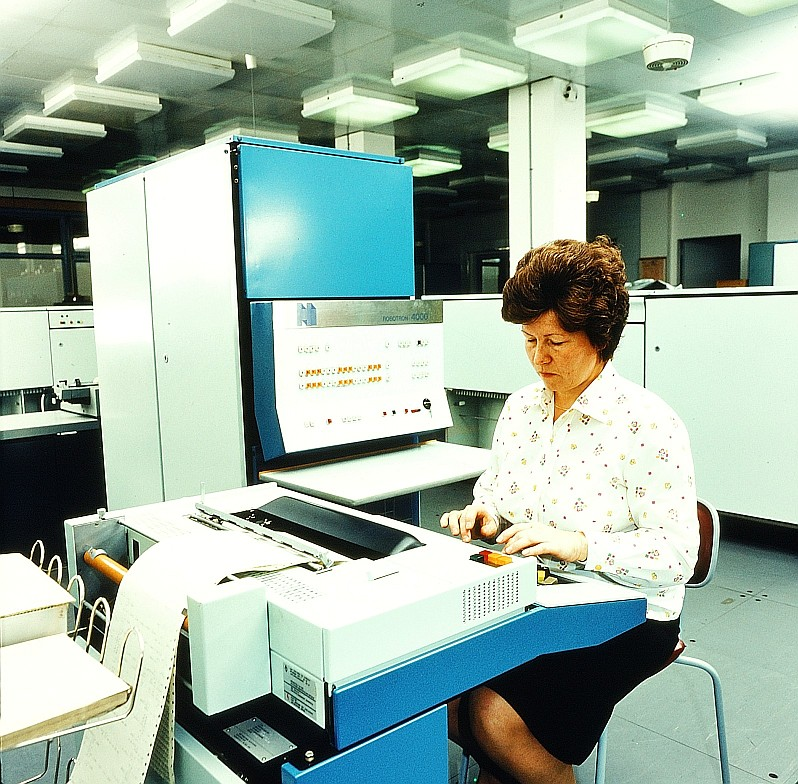
Zpracování dat, 1983
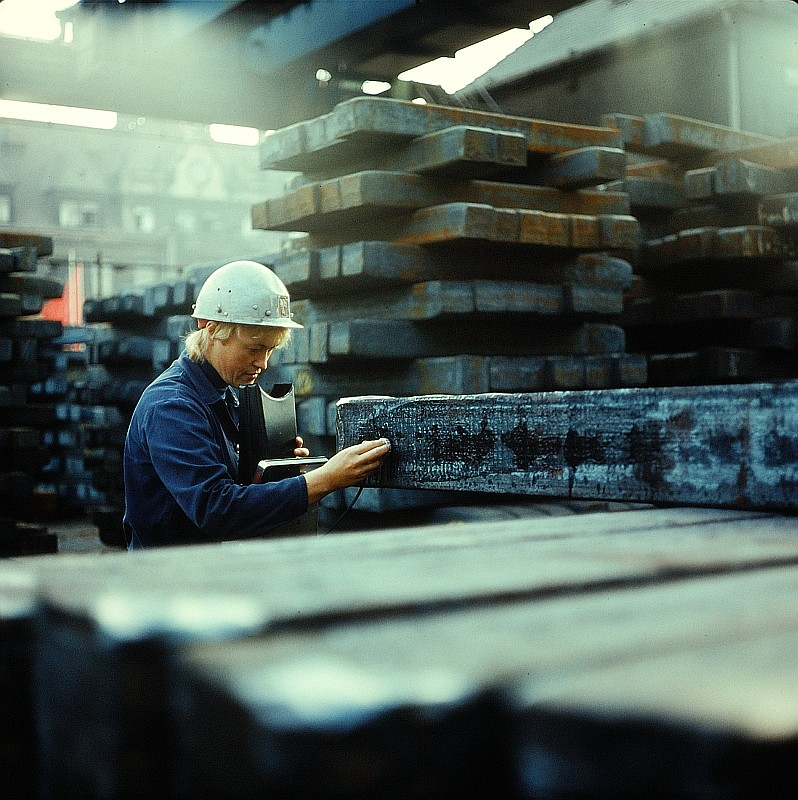
Kontrola kvality, 1983
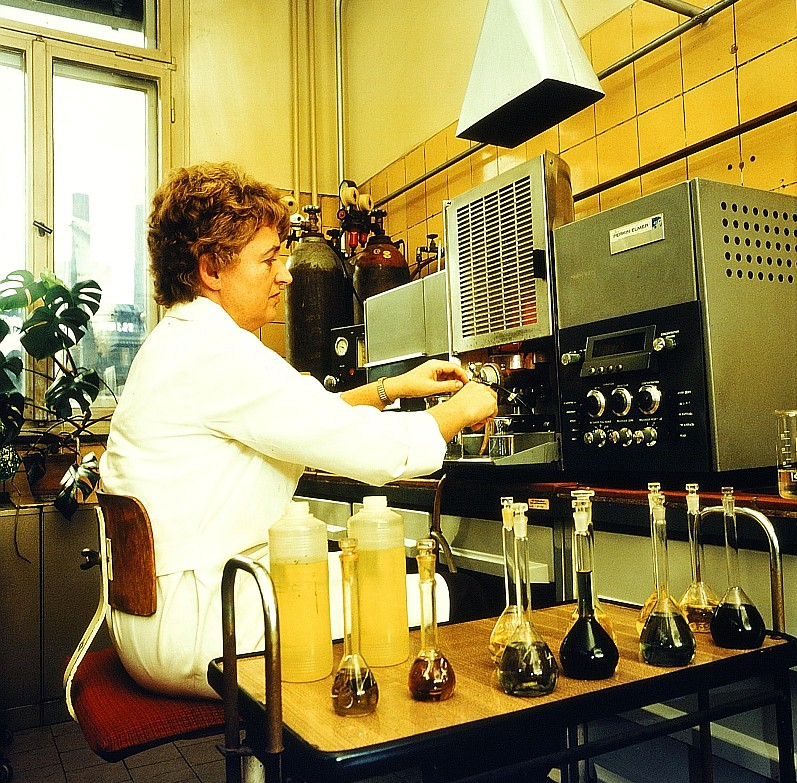
Laborant, 1983
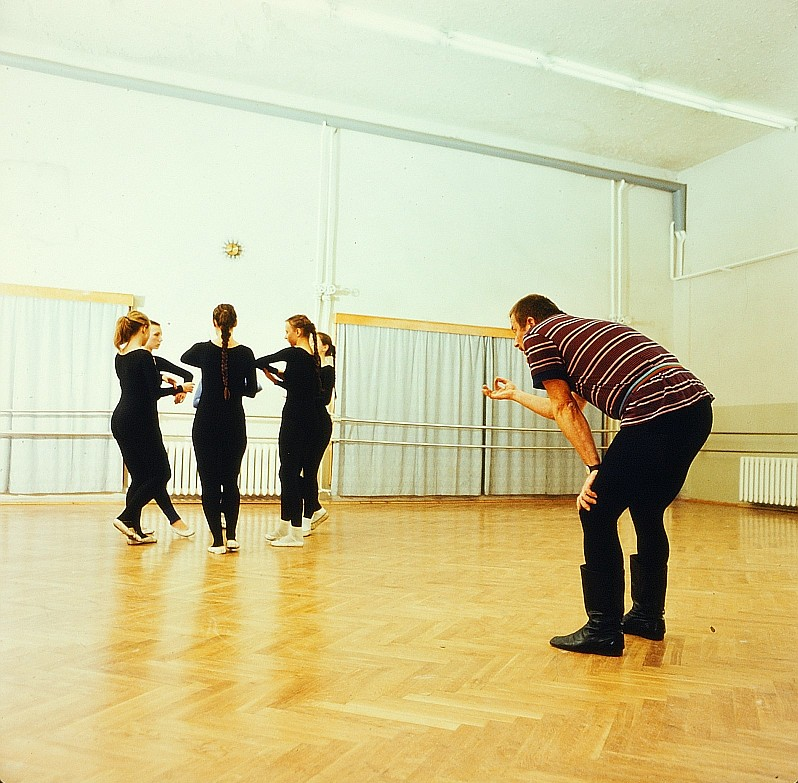
Taneční skupina, 1983
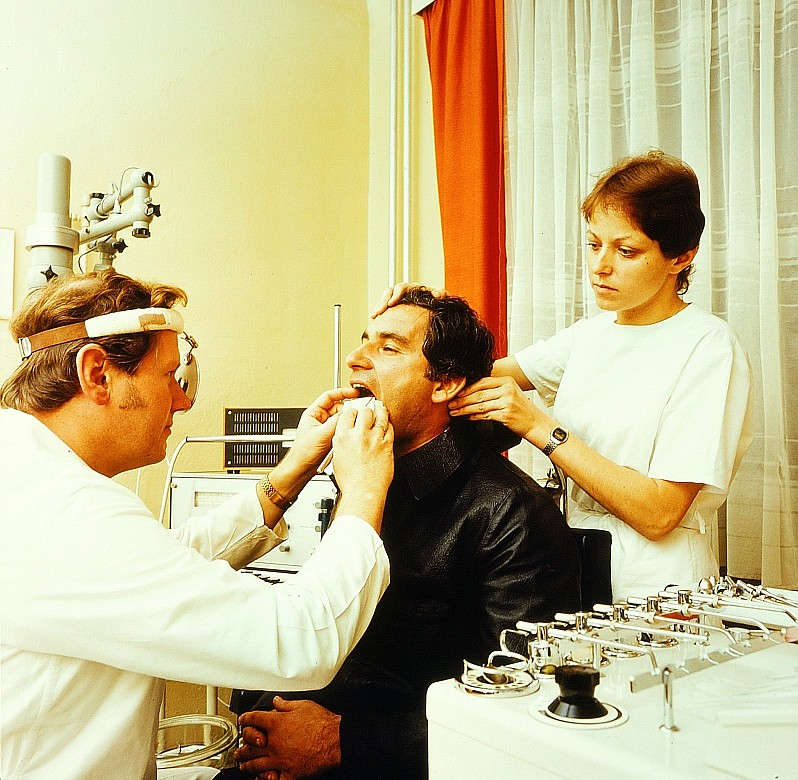
Vyšetření, 1983